# La Contemporaine
La Contemporaine — Bibliothèque, archives, musée des mondes contemporains — est une bibliothèque, un musée et un centre d'archives français spécialisé dans l'histoire des XXe et XXIe siècles. « Bibliothèque de documentation internationale contemporaine » (BDIC) jusqu'en 2018, La contemporaine ouvre en octobre 2021 un nouvel équipement qui rassemble l'ensemble des collections à l'entrée du campus universitaire de l'université Paris-Nanterre.
La Contemporaine est un établissement inter-universitaire rattaché à l'université Paris Nanterre.

## Historique

### Constitution de la collection des époux Leblanc et création de la Bibliothèque-musée de la Guerre

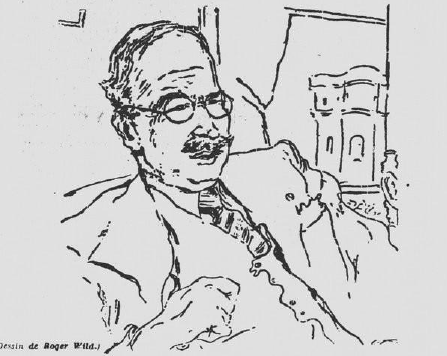
Camille Bloch en 1933 dans son bureau au château de Vincennes, dessiné dans le cadre d'un article des Nouvelles Littéraires.

La bibliothèque tire son origine de l'initiative d'un couple d'industriels parisiens, Louise et Henri Leblanc. Dès le début de la Première Guerre mondiale ils collectent, par patriotisme, tous les documents possibles sur le conflit et ses causes. Ils accumulent ainsi une collection de 22 000 pièces, livres, revues, presse, archives, documents iconographiques et objets. Le 4 août 1917, les Leblanc font don de leurs collections à l'État par un acte qui stipule que les documents et objets rassemblés doivent former une « Bibliothèque-musée de la Guerre ». le fonds est rattaché au ministère de I'Instruction publique. Un décret entérine le don des collections le 11 janvier 1918. Le 25 février, l'ensemble prend le nom de Bibliothèque-musée de la Guerre (BMG).
En acceptant la donation de la collection Leblanc, l’État entre en possession d'une collection importante de peintures, affiches, photos et objets sur le premier conflit mondial rassemblée par les donateurs dès le début du conflit et avec le souci de documenter le conflit et ses impacts sur toutes les couches de la société. Adjoint au directeur de l'établissement, le peintre Raoul Dufy devient le premier conservateur chargé de ces collections iconographiques. Mais il démissionne rapidement. Le critique d'art René-Jean, qui le remplace à partir de 1919, avait déjà conseillé les époux Leblanc pour la création de leur collection d'originaux. Grâce à ses liens, il peut acheter directement des œuvres aux artistes, obtenir des fonds ou susciter des dépôts de l’État. Il souhaite ainsi faire du musée aussi bien une institution consacrée à l'histoire qu'un musée d'art.
Après plusieurs locaux temporaires (6 avenue de Malakoff puis 39 rue du Colisée), la BMG s'installe à partir de 1924-1925 au château de Vincennes dans le pavillon de la Reine, à côté des services historiques et des états-majors de l’Armée. Elle est rattachée à la direction de l’Enseignement supérieur et reconnue d’utilité publique. Le décret du 28 décembre 1926 sur la nouvelle organisation des bibliothèques nationales de Paris la rattache à la Réunion des bibliothèques nationales de Paris. Elle est dirigée de 1918 à 1934 par l'historien Camille Bloch. Ce chartiste spécialiste avant guerre de la période révolutionnaire concentre ensuite ses recherches sur la Grande Guerre et publie, en 1933, un ouvrage intitulé Les causes de la guerre mondiale. À partir de 1920, il est épaulé par Pierre Renouvin, jeune agrégé d'histoire et grand mutilé de guerre. Il lui succède en 1934 à la tête de l'institution qui a été rattachée à l'université de Paris en 1930.

### Bibliothèque de documentation internationale contemporaine
En 1934, la Bibliothèque-musée de la Guerre devient la Bibliothèque de documentation internationale contemporaine (BDIC). Après la cessation d'activité du Centre de documentation sociale (CDS), situé rue d'Ulm dans les locaux de l'ENS, et fondé par le mécène Albert Kahn (mais racheté par la Fondation Rockefeller dans les années 1930), la BDIC reçoit la plupart des fonds du centre.
Le ministère des Armées fait fermer la BDIC en novembre 1939, le château de Vincennes étant territoire militaire. Le personnel, les fichiers et la salle de lecture sont déplacés dans un hôtel particulier réquisitionné rue du Bac. Cependant, par manque de place, la plupart des collections demeurent à Vincennes. Certaines des collections les plus précieuses du musée sont placées en sécurité au château de Chambord. Des agents munis de laissez-passer font la navette pour rapporter de Vincennes, où l'armée allemande s'est installée en juin 1940, les documents aux lecteurs. Le directeur de la BDIC, Félix Debyser, s'installe dans le Pavillon de la reine avec sa famille pour garantir la sécurité des collections. Le dépôt de Chambord fait l'objet d'une ponction importante par l'occupant allemand dans le cadre de la Commission Lorey, chargée dès juin-juillet 1940 d'envoyer en Allemagne les œuvres d'art considérées comme des prises de guerre et ce qui était considéré comme des documents anti-germaniques (plus de 590 œuvres à Chambord dont une cinquantaine de Dufy, sans compter les prélèvements faits et qui ne seront jamais retrouvés malgré les recherches faites.
Comme toutes les autres bibliothèques, la BDIC est contrainte de se conformer, à partir du 12 octobre 1940, à la « liste Otto », établie par les autorités d'occupation allemande, qui interdit la communication de certains ouvrages. Ceux-ci restent à leur emplacement dans les magasins mais sont retirés du fichier des auteurs permettant la recherche d'ouvrages. Au moins cinq bibliothécaires — l'établissement compte alors une trentaine d'agents — sont touchés par les lois d'épuration administratives imposées durant l'Occupation. Deux bibliothécaires sont mises à la retraite en vertu de la loi du 17 juillet 1940 disposant que « nul ne peut être employé dans les administrations de l'État s'il ne possède pas la nationalité française, à titre originaire, comme étant né de père français ». Deux autres le sont en application de la loi portant statut des Juifs, une en application de la loi relative au travail féminin du 11 octobre 1940. Alexandra Dumesnil, mise à la retraite en raison de ses origines russes, se réfugie en zone libre et établit à Toulouse un service de la BDIC en zone sud. Elle parvient, seule, à effectuer un travail de collecte de documents, inaccessibles en zone occupée, sur le régime de Vichy, les périodiques de la zone sud et de la documentation de la Résistance. Elle fait ainsi parvenir 50 caisses de documents à Paris. Plusieurs bibliothécaires s'engagent dans des mouvements de la Résistance, dont le Réseau du musée de l'Homme. Lors de la Libération de Paris, les Allemands font sauter dans la nuit du 24 au 25 août les dépôts de munitions situées dans les casemates au pied du pavillon de la Reine. L'incendie dure huit jours et détruit la plus grande partie des collections encore entreposées, soit les collections d'affiches (10 000 affiches détruites), de photographies (28 000 tirages, plaque de verre détruits) et les multiples petits objets témoignant de l'histoire populaire du premier conflit mondial,.
En attendant la reconstruction du château de Vincennes, les collections du musées restent en caisse et sont déposées temporairement au musée du Luxembourg à partir de mai 1946, malgré un manque de matériel et de meubles et le manque de salles. Le travail de réorganisation est rendu compliqué par le renouvellement total des équipes et les destructions subies. La perte des locaux du Luxembourg oblige l'institution à répartir ses collections muséales dans un dépôt à la Fondation belge de la Cité universitaire et ses bureaux dans un local de l'Institut d'art et d'archéologie. La direction de la bibliothèque se trouve elle installée, à partir de 1948, au 5 rue Auguste-Vacquerie dans le 16e arrondissement, tandis que les collections de la bibliothèque demeurent à Vincennes. Le musée de la BDIC peut regagner à partir de 1955 le site du château de Vincennes mais dans des conditions précaires.
En 1970, la BDIC quitte Vincennes pour le campus de l'université Paris X à Nanterre, tandis que son musée est accueilli à partir de 1973 dans l'hôtel des Invalides (corridors Ney et Valenciennes), où il devient en 1987 le musée d'histoire contemporaine. Dès les années 1980, le caractère trop exigu des locaux du musée, ainsi que la nécessité pour l'établissement de disposer d'espaces adaptés à la conservation et une meilleure valorisation de ses collections (espaces d'expositions permanente et temporaires, formation) suscitent des projets de réimplantation.
La BDIC est ensuite rattachée à la bibliothèque interuniversitaire B avant de reprendre son autonomie en 1978. À la fin des années 1970, l'établissement est confronté à de graves difficultés financières liées en partie aux coûts de fonctionnement du bâtiment de Nanterre, bien plus importants à Nanterre qu'à Paris. Le Conseil de la BDIC, dirigé par René Rémond, ancien président de Paris X, mène la mobilisation pour la sauvegarde de l'établissement. Une conférence de presse est organisée et les médias se font largement l'écho des problèmes rencontrés par l'institution. Des questions écrites sont déposées à l’Assemblée nationale et au Sénat. Des chercheurs de neuf pays réunissent à Rome, l'été 1980, un colloque où ils appellent le ministère des Universités à sauver la « bibliothèque la plus intelligente du monde ».

### La Contemporaine. Bibliothèque, archives, musée des mondes contemporains
La construction d'un nouveau bâtiment situé à l'entrée du campus de Paris-Nanterre et à proximité de la gare de Nanterre-Université est confiée à l'architecte Bruno Gaudin. Ce projet a été inscrit dans le Contrat de plan État-région 2015-2020 et est cofinancé par l’État et la région Île-de-France, ainsi que par des apports de l’université, de La Contemporaine et de l’établissement public territorial Paris Ouest La Défense.
En 2018, à l’approche de l’ouverture d’un nouvel équipement qui permettra de rassembler les collections et d’offrir des services renouvelés, la Bibliothèque de documentation internationale contemporaine (BDIC) change de nom et devient La Contemporaine. Bibliothèque, archives, musée des mondes contemporains.
Ce nouveau bâtiment réunissant les différentes composantes de l'institution, bibliothèque, archives et musée, ouvre au public à l'automne 2021 : il permet de réunifier les collections de la bibliothèque, des archives et du musée après 80 ans de séparation. Il propose à un large public une salle de lecture, des espaces de formation, des espaces d'expositions temporaires et un parcours muséographique permanent : l'Atelier de l'histoire. Ce dernier a pour but d'expliquer à un large public comment un document acquiert progressivement le statut de source pour l'historien. Un espace attenant permet l'organisation d'expositions temporaires.

## Collections
Seule institution en France à collecter et conserver des fonds sur toute l’histoire des XXe et XXIe siècles, La contemporaine est réputée pour la richesse de ses fonds dans le domaine de l’histoire européenne et des relations internationales et pour la composition de ses collections. En plus des 3 millions de documents multi supports en langues française et étrangère (livres et périodiques, archives écrites et audiovisuelles), on compte aussi près de 1,5 million de documents iconographiques, notamment des œuvres d’art, des photographies, des affiches, des dessins de presse et des objets.
Les grandes thématiques abordées par La contemporaine au travers de sa bibliothèque, de son musée et de ses archives sont :
- les guerres, conflits et sorties de conflits de 1914 à nos jours ;
- les exils et les migrations ;
- les empires coloniaux et les décolonisations ;
- les mobilisations citoyennes et les droits de l’homme.

La Contemporaine poursuit également l'enrichissement de la documentation sur des axes forts dans l’histoire des collections : l’histoire des relations internationales, l’histoire politique interne aux États et l’histoire des médias sur le long 20e siècle et le 21e siècle.
L'institution a amorcé une politique de numérisation de ses fonds. On retrouve plus de 150 000 documents en ligne, librement accessibles à distance sur L'Argonnaute, sa bibliothèque numérique. Un nombre équivalent de documents sous droit est consultable sous forme numérique sur les postes de l'institution.

### Bibliothèque
Centre d'acquisition et de diffusion de l'information scientifique et technique (CADIST) au titre des relations internationales et du monde contemporain, La contemporaine est devenue ensuite bibliothèque délégataire pour les « collections d'excellence » dans la thématique "Mondes contemporains" dans le cadre du dispositif national CollEx-Persée.
Les acquisitions portent sur les études et travaux universitaires essentiels pour la recherche, mais se distingue par un intérêt porté aux sources pour la recherche : périodiques, expression militante, témoignages. La collecte de documents en langues originales a été un principe important depuis l’origine de l’établissement.
La bibliothèque contient notamment 40 000 titres de périodiques, étrangers pour les deux tiers d'entre eux : presse d’organisations internationales, presses officielle, générale d’information, informelle, revues spécialisées.

### Archives
Dès ses origines, La Contemporaine collecte, conserve et met à disposition de ses lecteurs des fonds d'archives privées, qui lui sont donnés ou confiés en dépôt. C'est le cas par exemple de la ligue des droits de l'homme qui a confié en 2000 ses archives à l'institution, de l'avocat Jean-Jacques de Felice, de l'Association nationale des anciennes déportées et internées de la Résistance (ADIR)… Depuis la fin des années 1980, s'est ajoutée la collecte et la production d'archives audiovisuelles, fonds régulièrement enrichis grâce aux travaux des chercheurs, des associations et aux projets de collecte des sources orales que La contemporaine met en place. Les documents et collections de personnalités, notamment féminines, y sont conservés, comme le fonds de la résistante Neus Català et les archives de l'artiste Madeleine Zillhardt.
Les fonds d'archives sont signalés dans Calames (catalogue en ligne des archives et des manuscrits de l'enseignement supérieur) et sont en principe librement consultables, sous réserve des dispositions prévues par la loi pour le droit au respect de la vie privée.

### Musée
Les collections de l'Atelier étaient estimées en 2015 à environ 1,5 million d'objets, dont environ un million de photos, 75 000 cartes postales, 90 000 affiches, 40 000 dessins, 12000 estampes, 750 peintures ainsi que plusieurs milliers d'objets, médailles, bons et monnaie, etc.

#### Photographies

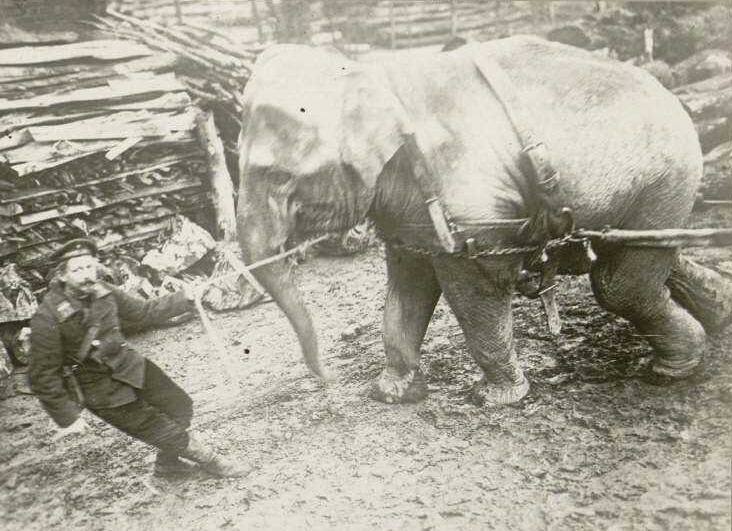
Un éléphant du zoo de Hagenbeck est employé par les Allemands pour transporter du bois à Felleries (Nord). Fonds Valois (Section photographique de l'Armée), 1915.

La Grande Guerre est un axe important des collections photographiques, avec le fonds dit « des Albums Valois », riche de plus de 100 000 photographies, constituée par la Section photographique de l'armée (SPA), organisme créé en 1915 par le ministère de la Guerre, le ministère des Affaires étrangères et le ministère de l'Instruction publique.
Peu avant sa dissolution en 1992, l'Association France-URSS a confié sa collection de 40 000 tirages en couleur et noir et blanc consacrés à l’URSS, des années 1940 à la fin de l'ère Brejnev.
Les collections s'enrichissent régulièrement de photographies sur l’histoire politique et sociale, française et internationale et sur les conflits armés après 1945, par des acquisitions de reportages de photographes contemporains (Yan Morvan, Stanley Greene, William Daniels, Anne-Marie Louvet…) ou par des dons, dont ceux de Monique Hervo ou du photographe de presse Élie Kagan.

#### Affiches

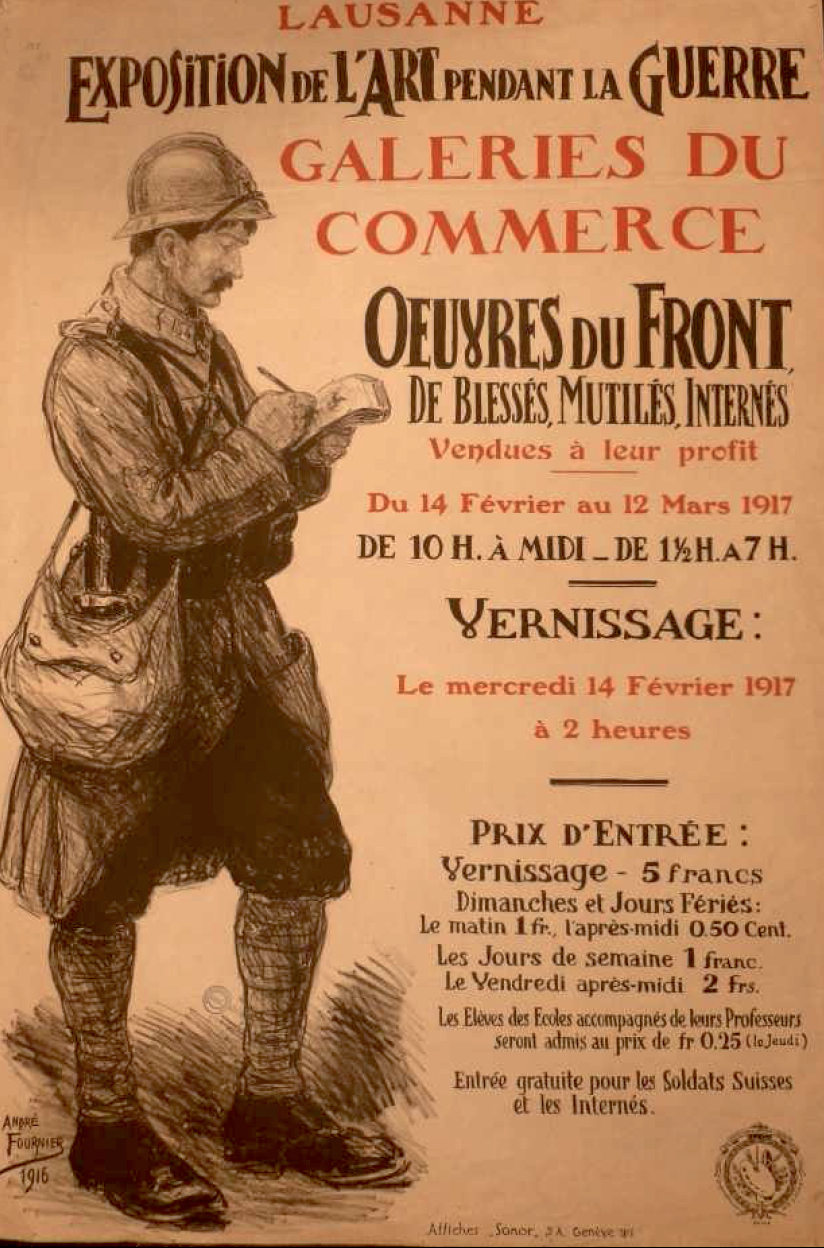
Affiche d'André Fournier, expo Art pendant la guerre, Lausanne, 1917.

Une grande partie de l'histoire du XXe et du début du XXIe siècle est représentée dans les collections d'affiches du musée, spécialement les guerres mondiales et conflits internationaux, les campagnes de propagande et les luttes sociales. De grands noms de l'affiche française du siècle dernier ou contemporains côtoient des ensembles remarquables, comme les affiches  de la Révolution russe, les affiches de Mai 1968, ou celles des écoles polonaises et cubaines.

#### Peintures et dessins
Parmi les œuvres qui s'inspirent de la Première Guerre mondiale, à côté de Maurice Denis, Félix Vallotton, Edouard Vuillard, Jacques Villon, Ossip Zadkine, Dunoyer de Segonzac, etc., la collection comprend aussi des œuvres d'artistes moins connus, voire d'amateurs. Ces documents témoignent de la vie quotidienne sur le front et montrent les paysages dévastés et les villes en ruines. Le hall d'entrée accueille une grande toile de Lucien-Paul Pouzargues, La Relève (1938).

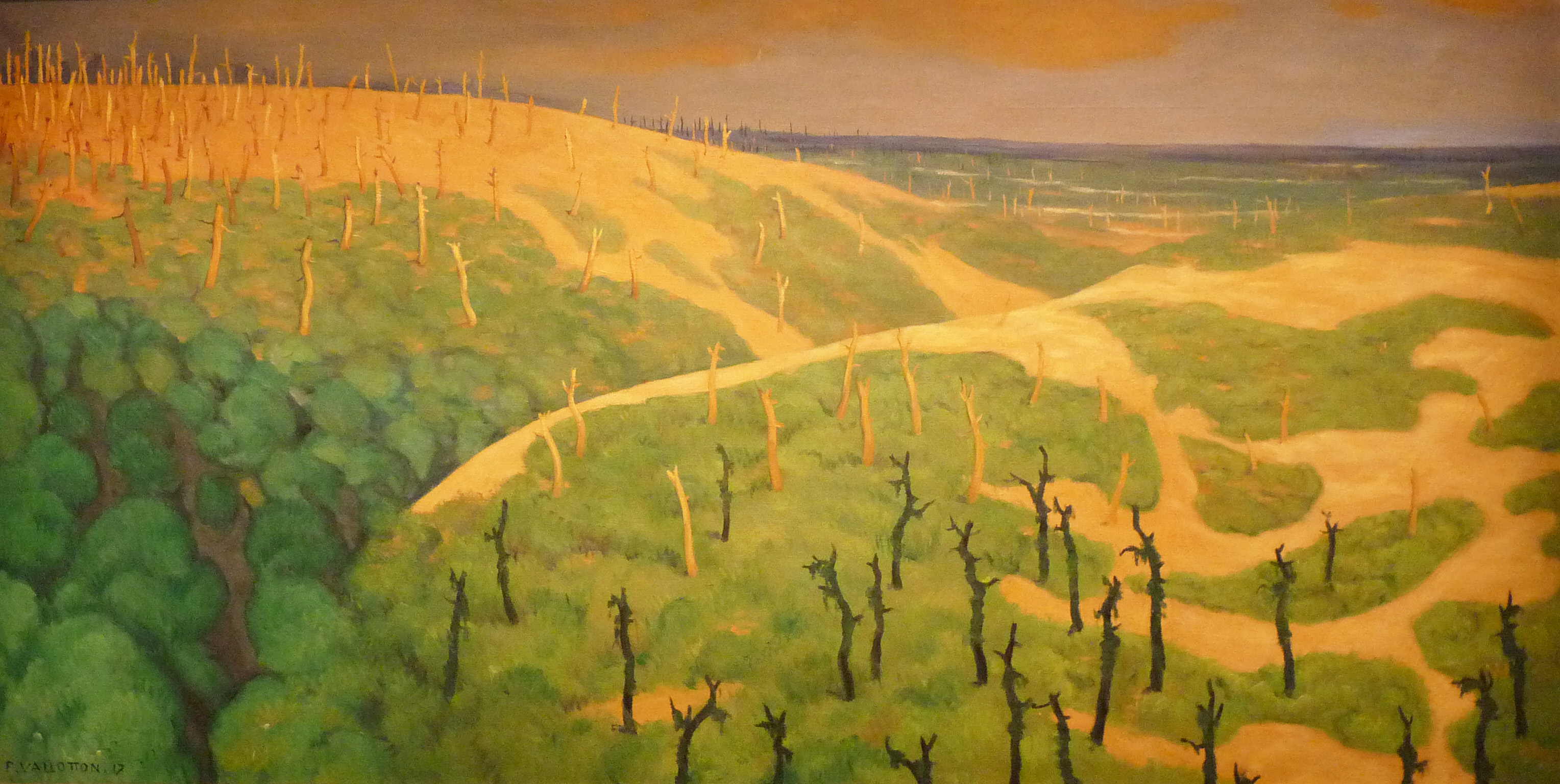
Felix Vallotton, Le Bois de la Gruerie et le ravin des Meurissons, 1917, OR PE 14, La Contemporaine, Nanterre.

La Seconde Guerre mondiale tient une place significative dans les collections : on y trouve des œuvres documentant la guerre elle-même, la captivité, l'Occupation et la libération. Des objets et des dessins témoignent de la déportation et des camps. La Contemporaine conserve ainsi un ensemble de dessins réalisés par Halina Olomucka (1921-2007) dans le ghetto de Varsovie entre 1941 et 1943, puis à Auschwitz.
Pour l'après-guerre, la peinture contemporaine est représentée par des artistes tels l’Argentin Nicolás Rubió (1928- ), les Français Maurice Matieu (1934- ), Hervé Télémaque (1937- ), Gérard Fromanger (1939- ), l’Italien Sergio Birga (1940- ) ou l’Islandais Erró (1932- ).
Le dessin de presse, souvent humoristique ou satirique, offre un regard immédiat sur l'actualité que l'on peut ainsi suivre à travers les collections du début du XXe siècle à nos jours. L'affaire Dreyfus et la Première Guerre mondiale ; l’actualité dans les années 1930, les grands procès après 1945, la vie politique de la IVe et de la Ve République sont couvertes par des dessinateurs comme Jules Grandjouan (1875-1968), André Galland (1886-1965), Sennep (1894-1982), Raoul Cabrol (1895-1956), et plus récemment, jusqu'à nos jours, Cabu (1938-2015), Patrick Pinter (1958-), Siné (1928-), Willem (1941-), Wolinski (1934-2015) ou encore Veesse (1954-).

#### Estampes
La contemporaine abrite de très importantes collections d'estampes. De tous les styles et techniques, elles représentent les thèmes forts des conflits français et internationaux.
Parmi les artistes : Jean-Louis Forain (1852-1931), Théophile-Alexandre Steinlen (1859-1923), René Georges Hermann-Paul (1874-1940), Otto Dix (1891-1969), George Grosz (1893-1959), Paul Nash (1889-1946), Muirhead Bone (1876-1953), Frans Masereel (1889-1972), donnent chacun une vision particulière de la Grande Guerre.
Un fonds rare d'estampes évoque la Chine avant l'avènement de Mao Zedong (1930-1947) et la guerre civile chinoise (1945-1949). Il comporte plusieurs centaines de gravures sur bois de Na Wei, Li Tch' Ouen-Song, Wang Maigan et d’autres artistes contemporains des évènements.

#### Objets
Le domaine des objets couvre l'ensemble du XXe siècle et jusqu'à nos jours, plus spécialement les guerres mondiales et comprend plusieurs ensembles typologiques assez disparates, relevant à la fois de la création artistique, de la propagande ou de l'expression politique, jusqu'aux aspects les plus prosaïques de la vie quotidienne.
On y trouve une centaine de sculptures, de différents formats, entre la figurine et l'œuvre monumentale, de la vaisselle patriotique issue de différents pays ; des médailles, dont une collection importante de médailles allemandes ; de l'artisanat de tranchée de la guerre 1914-1918 ; de nombreux souvenirs (ou reliques) de champs de bataille ; des bons de monnaie et des timbres.

## Liste des directeurs
- Camille Bloch (1917-1934)
- Pierre Renouvin (1935-1939)
- Jean Dubois (1939-1941)
- Félix Debyser (1941-1963)
- Henri-Frédéric Raux (1964-1971)
- Véronique Blum (1972-1984)
- Joseph Hüe (1984-1998)
- Geneviève Dreyfus-Armand (1998-2009)[31]
- Valérie Tesnière (2009-2022)
- Xavier Sené (depuis 2022)

## Liste des expositions organisées à la BDIC puis à La Contemporaine
| expositions | date de début | date de fin | lieu                               | commissaires                                                                                                 |
| --- | ------------- | ----------- | ---------------------------------- | --- |
| |               |             |                                    | |
| L’atelier des faux et les imprimeries clandestines. Don de Défense de la France                                                                   | 28/12/1944    | 25/01/1945  | rue Scribe                         | |
| Quelques œuvres de la guerre 1914-1918 et acquisitions récentes                                                                                   | 20/05/1949    | 29/05/1949  | musée du Luxembourg                | |
| Exposition du musée de la Guerre au Salon de l'Armée                                                                                              | 18/05/1951    | 03/06/1951  | musée national des Travaux publics | |
| Exposition Luc-Albert Moreau | 17/03/1954    | 30/04/1954  | rue de l'Élysée                    | |
| 1914-1918. Œuvres de Bonnard, Friesz, F. Léger, G. Victor Hugo, J. Villon, Vuillard, etc… et ensembles de D. de Segonzac, L. A. Moreau et A. Mare | 10/06/1955    | 07/07/1955  | Château de Vincennes               | |
| Jean-Julien Lemordant. Œuvre de guerre 1914-1918                                                                                                  | 07/06/1956    | 08/07/1956  | Château de Vincennes               | |
| Dessins et aquarelles de Charles Picart-le-Doux et Jean Lefort                                                                                    | 04/06/1957    | 12/07/1957  | Château de Vincennes               | |
| Les Journaux du Front (1914-1918) | 05/06/1960    | 10/07/1960  | Château de Vincennes               | |
| Affiches de l’occupation de Valenciennes (1914-1918)                                                                                              | 01/06/1961    | 01/06/1961  | Château de Vincennes               | |
| « Souvenirs et réflexions sur Les Croix de Bois ». Aquarelles de Gilbert de Guingand et manuscrit de Roland Dorgelès                              | 01/06/1962    | 01/07/1962  | Château de Vincennes               | |
| Pierre Falké et Alfred Hervé-Mathé. œuvres exécutées au front, 1914-1918                                                                          | 11/06/1963    | 10/07/1963  | Château de Vincennes               | |
| 1914-1918, Témoignages d’artistes et documents. Exposition du cinquantenaire                                                                      | 10/06/1964    | 31/07/1964  | Château de Vincennes               | |
| 1939-1945. Peintures, dessins, documents | 01/06/1965    | 01/07/1965  | Château de Vincennes               | |
| Verdun. Témoignages d’artistes et documents | 01/06/1966    | 01/09/1966  | Château de Vincennes               | |
| Dunoyer de Segonzac. Œuvre de guerre 1914-1918 | 01/06/1967    | 01/07/1967  | Château de Vincennes               | Maurice Barthe Alice                                                                                         |
| Armistice et Paix 1918-1919 | 01/11/1968    | 01/11/1968  | Château de Vincennes               | |
| Quelques acquisitions et dons récents | 1976          | 15/11/1977  | Hôtel national des Invalides       | |
| La guerre et l’enfant | 19/10/1977    | 21/01/1978  | Hôtel national des Invalides       | |
| Armistice et paix. 1918-1978 | 09/11/1978    | 15/01/1979  | Hôtel national des Invalides       | |
| André Fraye. Œuvre de guerre 1914-1918 | 11/05/1979    | 30/06/1979  | Hôtel national des Invalides       | |
| Renefer. Œuvre de guerre 1914-1918 | 20/09/1979    | 31/10/1979  | Hôtel national des Invalides       | Cécile Coutin                                                                                                |
| Aspects de la drôle de guerre. 1er septembre 1939-10 mai 1940                                                                                     | 10/10/1980    | 07/12/1980  | Hôtel national des Invalides       | |
| La gravure chinoise, arme politique, 1937-1949 | 06/05/1981    | 31/10/1981  | Hôtel national des Invalides       | Laure Barbizet-Namer                                                                                         |
| Guerre et révolution en Russie. Affiches et imageries 1914-1921                                                                                   | 10/11/1982    | 20/02/1983  | Hôtel national des Invalides       | Wladimir Berelowitch                                                                                         |
| La France et les Français de la Libération. 1944-1945, vers une France nouvelle ?                                                                 | 01/07/1984    | 01/12/1985  | Hôtel national des Invalides       | Philippe Buton                                                                                               |
| Jean-Louis Forain, chroniqueur-illustrateur de guerre 1914-1919                                                                                   | 1986          | 1986        |                                    | |
| Législatives 1986. Les affiches de la campagne électorale                                                                                         | 1986          | 1986        |                                    | Laurent Gervereau                                                                                            |
| Soldat et société 1850-1950. Un siècle de photographies (en coproduction avec le musée de l'Armée)                                                | 1986          | 1986        |                                    | |
| La politique à l’affiche. Elections sous la Ve République 1958-86                                                                                 | 1987          | 1987        | Le Petit Journal                   | |
| Images de 1917 | 1987          | 1987        | Hôtel national des Invalides       | Christophe Prochasson, Laurent Gervereau                                                                     |
| Vues d’en haut. La photographie aérienne pendant la guerre de 1914-1918 (en coproduction avec le musée de l'Armée)                                | 1987          | 1987        | Hôtel national des Invalides       | Thérèse Blondet-Bisch, Jean-Marcel Humbert, Lionel Dumarche                                                  |
| Mai 68. Les mouvements étudiants en France et dans le monde                                                                                       | 04/05/1988    | 10/07/1988  | Hôtel national des Invalides       | Geneviève Dreyfus-Armand, Laurent Gervereau                                                                  |
| La Révolution Française, la péninsule ibérique et l’Amérique latine                                                                               | 1988          | 1988        | Hôtel national des Invalides       | |
| Le couteau entre les dents. 70 ans d’affiches communistes et anticommunistes en France, 1919-1989                                                 | 09/03/1989    | 29/04/1989  | Hôtel national des Invalides       | Laurent Gervereau, Philippe Buton                                                                            |
| Images de la Révolution. 1789-1989 | 01/06/1989    | 31/08/1989  | Hôtel national des Invalides       | Jean Garrigues                                                                                               |
| De De Gaulle à Mitterrand. 30 ans de dessins d’actualité en France                                                                                | 14/12/1989    | 28/02/1990  | Hôtel national des Invalides       | Laurent Gervereau                                                                                            |
| La Propagande sous Vichy. 1940-1944 | 1990          | 1990        | Hôtel national des Invalides       | Denis Peschanski, Laurent Gervereau                                                                          |
| Etrangers à eux-mêmes. Livre d’une exposition d’images                                                                                            | 1990          | 1990        | Hôtel national des Invalides       | |
| Russie-URSS, 1914-1991. Changement de regards | 1991          | 1991        | Hôtel national des Invalides       | Laurent Gervereau, Wladimir Berelowitch                                                                      |
| La propagande par l’affiche | 12/04/1991    | 13/07/1991  | Hôtel national des Invalides       | Laurent Gervereau                                                                                            |
| La course au moderne. France et Allemagne dans l’Europe des années vingt. 1919-1939                                                               | 1992          | 1992        | Hôtel national des Invalides       | Hans Joachim Neyer, Laurent Gervereau, Robert Frank                                                          |
| La France en guerre d’Algérie | 1992          | 1992        | Hôtel national des Invalides       | Benjamin Stora, Jean-Pierre Rioux, Laurent Gervereau                                                         |
| Chroniques Contemporaines. Des femmes photographes racontent…                                                                                     | 1992          | 1992        | Hôtel national des Invalides       | Christian Caujolle, Thérèse Blondet-Bisch                                                                    |
| Images et colonies. 1880-1962 | 1992          | 1992        | Hôtel national des Invalides       | Laurent Gervereau, Nicolas Bancel, Pascal Blanchard                                                          |
| L’Affaire Dreyfus et le tournant du siècle. 1894-1910                                                                                             | 1993          | 1993        | Hôtel national des Invalides       | Michel Winock, Christophe Prochasson, Laurent Gervereau, Sophie Cœuré, René Gallissot                        |
| Rêver demain. Utopies, science-fiction, cités idéales                                                                                             | 22/10/1994    | 30/12/1994  | Hôtel national des Invalides       | Laurent Gervereau, Thierry Paquot, Yolène Dilas-Rocherieux                                                   |
| La Déportation le système concentrationnaire nazi                                                                                                 | 1994          | 1994        | Hôtel national des Invalides       | François Bédarida, Laurent Gervereau                                                                         |
| Trois républiques vues par Cabrol et Sennep | 1994          | 1994        | Hôtel national des Invalides       | Christian Delporte, Laurent Gervereau                                                                        |
| Les Sixties : années utopies, France et Grande-Bretagne. 1962-1973                                                                                | 1996          | 1996        | Hôtel national des Invalides       | Laurent Gervereau, David Mellor                                                                              |
| La grande aventure du petit écran. Histoire de la télévision française, des origines à 1975                                                       | 24/04/1997    | 28/06/1997  | Hôtel national des Invalides       | Jérôme Bourdon, Francis Denel, Agnès Chauveau                                                                |
| Toute la France. Histoire de l'immigration en France au XXe siècle                                                                                | 17/11/1998    | 17/04/1999  | Hôtel national des Invalides       | Émile Temime, Jean-Hugues Berrou, Laurent Gervereau, Pierre Milza                                            |
| De l'unification à l'éclatement : l'espace yougoslave, un siècle d'histoire                                                                       | 20/03/1998    | 31/05/1998  | Hôtel national des Invalides       | Yves Tomic, Laurent Gervereau                                                                                |
| Regards sur le monde. Trésors photographiques du Quai d'Orsay, 1860-1914                                                                          | 1999          | 1999        | Hôtel national des Invalides       | Laurent Gervereau, Pierre Fournié                                                                            |
| Un siècle de manipulations par l'image | 18/05/2000    | 13/07/2000  | Hôtel national des Invalides       | Laurent Gervereau                                                                                            |
| Voir / ne pas voir la Guerre | 02/03/2001    | 02/06/2001  | Hôtel national des Invalides       | André Gunthert, Laurent Gervereau, Robert Frank, Thérèse Blondet-Bisch                                       |
| Jules Grandjouan, créateur de l'affiche politique illustrée en France (1900-1930)                                                                 | 2002          | 2002        | Hôtel national des Invalides       | Fabienne Dumont, Marie-Hélène Jouzeau, Joël Moris                                                            |
| Un nouveau monde ? D'un siècle à l'autre en 300 dessins de la presse étrangère                                                                    | 18/07/2002    | 03/12/2002  | Hôtel national des Invalides       | |
| ¡ NO PASARÁN ! Images des Brigades internationales dans la guerre d'Espagne                                                                       | 27/03/2003    | 14/06/2003  | hôtel des Invalides                | Rémi Skoutelsky, François Fontaine                                                                           |
| Droits de l’Homme - Combats du siècle | 30/04/2004    | 18/12/2004  | hôtel des Invalides                | Gilles Manceron, Jean-Claude Famulicki, Laure Barbizet-Namer                                                 |
| Des slogans et des signes : l’affiche polonaise, 1945-2004                                                                                        | 09/09/2005    | 04/12/2005  | hôtel des Invalides                | Jean-Claude Famulicki, Maria Kurpik                                                                          |
| Amours, guerres et sexualité, 1914-1945 (en coproduction avec le CNRS et le musée de l'Armée)                                                     | 22/09/2007    | 31/12/2008  | hôtel des Invalides                | Fabrice Virgili, François Rouquet, Danièle Voldmann, Emmanuel Ranvoisy, Sonia Combes                         |
| Une traversée photographique du vingtième siècle                                                                                                  | 21/10/2008    | 20/12/2008  | hôtel des Invalides                | Thérèse Blondet-Bisch, Thomas Michael Gunther                                                                |
| Les Années 68, un monde en mouvement | 05/01/2009    |             |                                    | Robi Morder, Caroline Apostopoulos                                                                           |
| Berlin, l'effacement des traces. 1989-2009 | 21/10/2009    | 31/12/2009  | hôtel des Invalides                | Régine Robin, Sonia Combe, Thierry Dufrêne                                                                   |
| URSS, fin de parti(e). Les années Perestroïka | 12/02/2010    | 26/02/2012  | hôtel des Invalides                | Jean-Robert Raviot, Carole Ajam, Annette Melot-Henry                                                         |
| Orages de papier. La Grande Guerre des médias | 22/10/2010    | 16/01/2011  | hôtel des Invalides                | Aldo Battaglia, Magali Gouiran                                                                               |
| Affiche-Action ! Quand la politique s'écrit dans la rue                                                                                           | 14/11/2012    | 24/02/2013  | hôtel des Invalides                | Valérie Tesnière, Béatrice Fraenkel, Magali Gouiran, Nathalie Jakobowicz                                     |
| Vu du front. Représenter la Grande Guerre (en coproduction avec le musée de l'Armée)                                                              | 15/10/2014    | 25/01/2015  | hôtel des Invalides                | Caroline Fieschi, Aldo Battaglia, Anthony Petiteau, Benjamin Gilles, Vincent Giraudier, Sylvie Le Ray-Burimi |
| Internationales graphiques. Collections d'affiches politiques 1970-1990                                                                           | 17/02/2016    | 29/05/2016  | hôtel des Invalides                | Valérie Tesnière, Magali Gouiran, Cécile Tardy                                                               |
| Et 1917 devient Révolution… | 18/10/2017    | 18/02/2018  | hôtel des Invalides                | Alain Blum, Sabine Dullin, Sophie Cœuré, Carole Ajam                                                         |
| La Ligue des droits de l'Homme, 120 ans d'histoires                                                                                               | 12/11/2018    |             |                                    | Gilles Candar, Emmanuel Naquet                                                                               |
| Caricature et violence de l'Histoire | 14/10/2019    |             |                                    | Alain Vaillant, Ségolène Le Men, Julien Schuh, Jean-Didier Wagneur                                           |
| Élie Kagan, photographe indépendant (1960-1990)                                                                                                   | 19/01/2022    | 07/05/2022  | La Contemporaine                   | Cyril Burté, Audrey Leblanc                                                                                  |
| À l'affiche, Claude Baillargeon | 16/11/2022    | 11/03/2023  | La Contemporaine                   | Joseph Chantier, Cécile Tardy                                                                                |
| Ripostes ! Archives de luttes et d'actions, 1970-1974                                                                                             | 15/11/2023    | 16/03/2024  | La Contemporaine                   | Philippe Artières, Franck Veyron                                                                             |
| Enfants en guerre, guerre à l'enfance ? De 1914 à nos jours                                                                                       | 20/11/2024    | 15/03/2025  | La Contemporaine                   | Manon Pignot, Anne Tournieroux                                                                               |